# Шатлю-Мальвале
Шатлю́-Мальвале́ (фр. Châtelus-Malvaleix) — коммуна во Франции, находится в регионе Лимузен. Департамент коммуны — Крёз. Входит в состав кантона Шатлю-Мальвале. Округ коммуны — Гере.
Код INSEE коммуны — 23057.

## Население
Население коммуны на 2010 год составляло 569 человек.
| 1962 | 1968 | 1975 | 1982 | 1990 | 1999 | 2010 |
| ---- | ---- | ---- | ---- | ---- | ---- | ---- |
| 759  | 710  | 641  | 585  | 558  | 569  | 569  |

## Экономика
В 2010 году среди 329 человек трудоспособного возраста (15—64 лет) 236 были экономически активными, 93 — неактивными (показатель активности — 71,7 %, в 1999 году было 68,8 %). Из 236 активных жителей работали 221 человек (118 мужчин и 103 женщины), безработных было 15 (7 мужчин и 8 женщин). Среди 93 неактивных 19 человек были учениками или студентами, 43 — пенсионерами, 31 были неактивными по другим причинам.